# Sid, a kis tudós
A Sid, a kis tudós (eredeti cím: Sid the Science Kid) 2008-tól 2015-ig futott amerikai televíziós 3D-s számítógépes animációs sorozat, amely főként a 3–10 év közötti gyerekeket célozza meg. Amerikában a PBS Kids adta le. Magyarországon elsőként a Minimax tűzte műsorra, s valószínűleg minden epizódját leadta. A TV2 is műsorára tűzte a TV2 Matiné műsorblokkban. Később a Kiwi TV is sugározza.

## Ismertető
Sid, a hatéves fiú mindennap, kérdéses témákkal találja szembe magát amelynek felgöngyölítésében családja és a barátai segítik. A műsor végére mindenki „tudóssá” válik.

## Szereplők
- Sid – A sorozat főszereplője és névadója. Álma, hogy a nagy tudós legyen. Mindent tudni akar a világról, s a sok esemény miatt erre mindig van lehetősége. Barátnője Gabriella.
- Gerald – Sid barátja az óvodában. Valószínűleg rock-sztár akar lenni, mert minden epizódban az óvodába lépve ezt harsogja. Nagyon kreatív és behízelgő.
- May – Sid óvodai ismerőse, Sid-hez hasonlóan szemüveget hord. Másik hasonlóság, hogy különösen rajong a tudományért. Sok epizódban csendes.
- Gabriella – Sid barátnője. Legtöbbször mindenben a játékot látja. Gerald-hoz hasonlóan sokszor behízelgő modora van.

Sid rokonai:
- Apa – Sid édesapja, aki szintén a tudomány szerelmese.
- Anya – Sid édesanyja, aki inkább az ételekért rajong, a tudomány nem izgatja.
- Nagypapi – Sid nagypapája.
- Lánytestvér – Sid húga, sokszor okoz felfordulást, de Sid nem haragszik rá.